# Cody Cameron

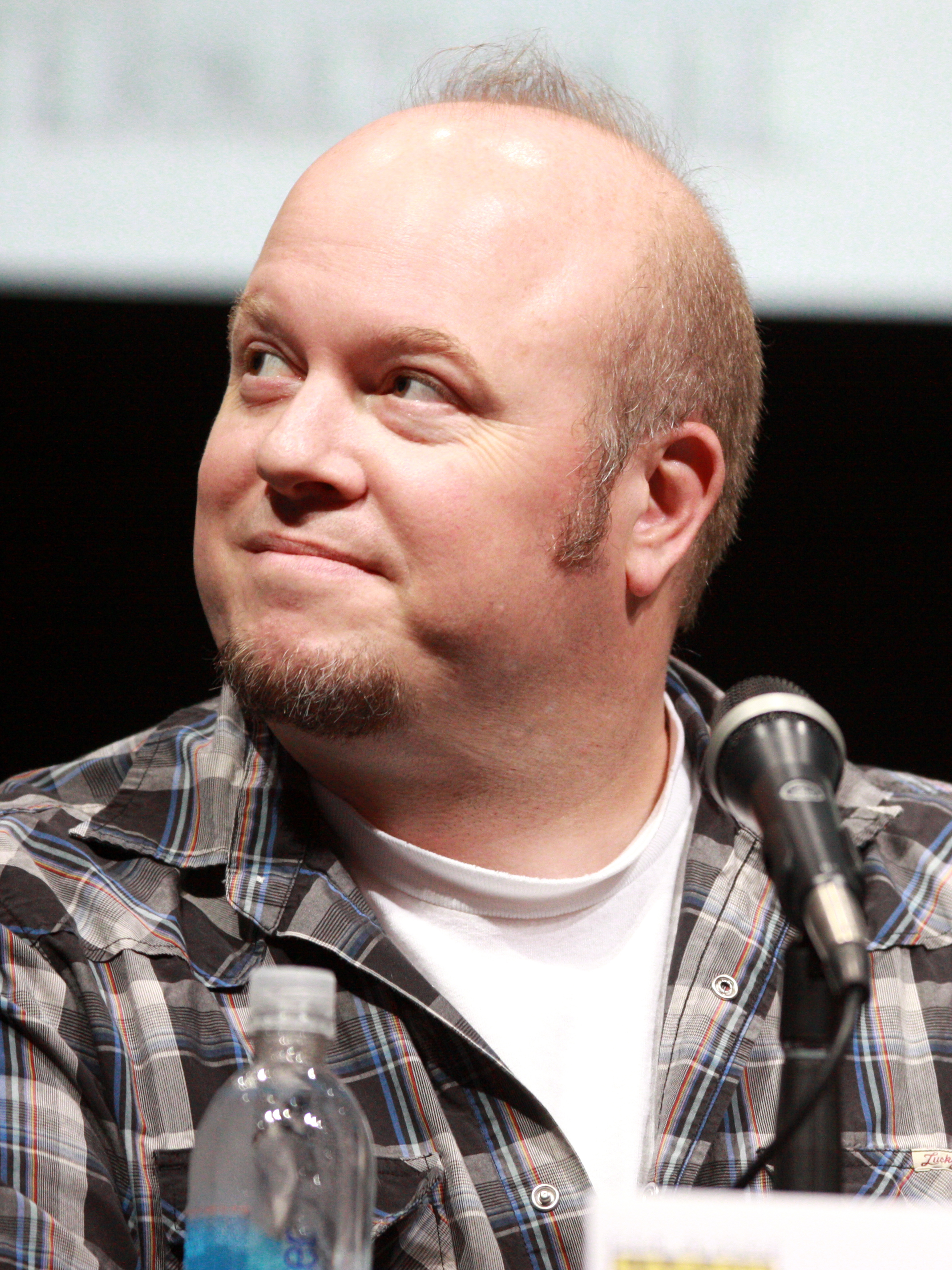
Cody Cameron bei der Comic-Con 2013

Cody Cameron (* 12. Oktober 1970) ist ein US-amerikanischer Synchronsprecher, Drehbuchautor und Filmregisseur. Sein Fokus liegt bei Animationsfilmen.

## Karriere
Cameron ist seit dem Jahr 2000 als zusätzlicher Autor an mehreren Animationsfilmen beteiligt gewesen. Seit 2001 ist er auch als Synchronsprecher aktiv. 2010 inszenierte Cameron mit Jagdfieber 3 seinen ersten Langfilm.

## Filmografie (Auswahl)
- 2001: Shrek – Der tollkühne Held (Shrek, zusätzliche Dialoge)
- 2010: Jagdfieber 3 (Open Season 3)
- 2013: Wolkig mit Aussicht auf Fleischbällchen 2 (Cloudy With a Chance of Meatballs 2)